# 유니버설 에어
유니버설 에어(영어: Universal Air)는 몰타의 항공사다. 몰타 국제공항을 거점으로 두고 있다.

## 역사
이 회사는 2015년 4월 15일에 에어 CM 글로벌 리미티드라는 이름으로 설립되었으며 2022년 9월에 유니버설 에어로 이름을 변경했다. 몰타 민간 항공국이 발급한 항공사 운영 인증서를 사용하여 운영되고 있다.